# Вімблдонський турнір 1973
Вімблдонський турнір 1973 проходив з 25 червня по 8 липня 1973 року на кортах Всеанглійського клубу лаун-тенісу і крокету в передмісті Лондона Вімблдоні. Це був 87-ий Вімблдонський чемпіонат, а також третій турнір Великого шолома з початку року.

## Огляд подій та досягнень
Змагання в чоловічому одиночному розряді бойкотували 81 провідних тенісистів. Бойкот був пов'язаний із дискваліфікацією Югославською тенісною федерацією свого тенісиста Ніколи Пилича за відмову зіграти у матчі на Кубок Девіса проти Нової Зеландії. Міжнародна федерація лаун-тенісу зменшила термін дискваліфікації до 1 місяця, але це означало пропуск Вімблдону. Члени Асоціації тенісистів-професіоналів сказали: Якщо Пилич не гратиме, то й ми не гратимемо. Бойкот не підтримали тільки три тенісисти, зокрема Іліє Настасе, який виправдовувався тим, що він чинний офіцер в армії і отримав наказ грати. Проте, вважається, що Настасе спеціально програв матч четвертого кола, бо був солідарний з бойкотом, а програти раніше набагато слабішим суперникам було б надто очевидним. Турнір виграв Ян Кодеш, який, як представник соціалістичної Чехословаччини, професіоналом не був.
У жінок Біллі Джин Кінг виграла 5-ий Вімблдон і 10-ий титул Великого шолома (6-й у Відкриту еру). Вона перемогла також у парному розряді та міксті.

## Результати фінальних матчів

### Дорослі
| Одиночний розряд. Джентльмени Детальніше |                               |                              |
| Ян Кодеш                                 | Алекс Метревелі               | 6–1, 9–8(7–5), 6–3           |
|                                          |                               |                              |
| Одиночний розряд. Леді Детальніше        |                               |                              |
| Біллі Джин Кінг                          | Кріс Еверт                    | 6–0, 7–5                     |
|                                          |                               |                              |
| Парний розряд. Джентльмени Детальніше    |                               |                              |
| Джиммі Коннорс Іліє Настасе              | Джон Купер Ніл Фрейзер        | 3–6, 6–3, 6–4, 8–9(3–7), 6–1 |
|                                          |                               |                              |
| Парний розряд. Леді Детальніше           |                               |                              |
| Розмарі Касалс Біллі Джин Кінг           | Франсуаз Дюрр Бетті Стеве     | 6–1, 4–6, 7–5                |
|                                          |                               |                              |
| Мікст Детальніше                         |                               |                              |
| Овен Девідсон Біллі Джин Кінг            | Рауль Рамірес Дженет Ньюберрі | 6–3, 6–2                     |
|                                          |                               |                              |

### Юніори
| Одиночний розряд. Хлопці  |                     |          |
| Біллі Мартін              | Колін Даудсвелл     | 6–2, 6–4 |
|                           |                     |          |
| Одиночний розряд. Дівчата |                     |          |
| Енн Кійомура              | Мартіна Навратілова | 6–4, 7–5 |

## Виноски
1. ↑  Gentlemen's Singles Finals 1877-2017. wimbledon.com. Wimbledon Championships. Архів оригіналу за 15 лютого 2018. Процитовано 22 липня 2017.
2. ↑  Ladies' Singles Finals 1884-2017. wimbledon.com. Wimbledon Championships. Архів оригіналу за 15 липня 2018. Процитовано 22 липня 2017.
3. ↑  Gentlemen's Doubles Finals 1884-2017. wimbledon.com. Wimbledon Championships. Архів оригіналу за 14 жовтня 2017. Процитовано 22 липня 2017.
4. ↑  Ladies' Doubles Finals 1913-2017. wimbledon.com. Wimbledon Championships. Архів оригіналу за 15 липня 2018. Процитовано 22 липня 2017.
5. ↑  Mixed Doubles Finals 1913-2017. wimbledon.com. Wimbledon Championships. Архів оригіналу за 10 вересня 2017. Процитовано 22 липня 2017.
6. ↑  Boys' Singles Finals 1947-2017. wimbledon.com. Wimbledon Championships. Архів оригіналу за 13 серпня 2017. Процитовано 13 серпня 2017.
7. ↑  Girls' Singles Finals 1947-2017. wimbledon.com. Wimbledon Championships. Архів оригіналу за 14 червня 2018. Процитовано 13 серпня 2017.